# Pisoniano
Pisoniano is een gemeente in de Italiaanse provincie Rome (regio Latium) en telt 741 inwoners (31-12-2004). De oppervlakte bedraagt 13,2 km², de bevolkingsdichtheid is 56 inwoners per km².

## Demografie
Pisoniano telt ongeveer 366 huishoudens. Het aantal inwoners daalde in de periode 1991-2001 met 9,4% volgens cijfers uit de tienjaarlijkse volkstellingen van ISTAT.
| Jaar | Inwoneraantal |
| ---- | ------------- |
| 1991 | 810           |
| 2001 | 734           |

## Geografie
De gemeente ligt op ongeveer 532 m boven zeeniveau.
Pisoniano grenst aan de volgende gemeenten: Bellegra, Capranica Prenestina, Cerreto Laziale, Ciciliano, Gerano, San Vito Romano.